# Geoffrey Pole
Sir Geoffrey Pole (* um 1502; † November 1558) war ein englischer Ritter und Unterstützer der katholischen Kirche im Königreich England gegen die von König Heinrich VIII. betriebene englische Reformation.

## Leben
Er war der vierte Sohn von Sir Richard Pole und Margaret Plantagenet. Er hatte eine Schwester, Ursula, und drei Brüder, Henry, Reginald und Arthur. Aus der Abstammung seiner Mutter aus dem Haus Plantagenet hatte er einen nachrangigen Anspruch auf den englischen Thron.
Er wurde am Winchester College ausgebildet.
Er war ein Vetter zweiten Grades des Königs Heinrich VIII. Dieser schlug ihn im November 1529 in York Place zum Knight Bachelor.
Vor dem 9. Juli 1528 heiratete er Constance Pakenham († 12. August 1570), Tochter des Sir Edmund Pakenham († 1528), einem Gentleman Usher der Queen Consort Katharina von Aragon. Über seine Gattin erbte er beim Tod seines Schwiegervaters das Gut Lordington in Sussex.
Er war, wie der Rest seiner Familie, gegenüber der Scheidung Heinrichs VIII. von Katharina von Aragon und dem sich daraus entwickelnden Bruch mit der katholischen Kirche und der Gründung einer eigenständigen Church of England mit Heinrich VIII. als Oberhaupt kritisch eingestellt. Er pflegte diplomatische Kontakte zur in- und ausländischen Opposition gegen den König. Gleichwohl kaufte er 1536 im Zuge der Auflösung der englischen Klöster Gegenstände aus der Abtei von Dureford in Sussex. Ende des Jahres 1536 kommandierte er eine Einheit unter dem Duke of Norfolk zur Niederschlagung der nördlichen Rebellen der Pilgrimage of Grace in Doncaster, die sein Bruder Reginald hingegen als päpstlicher Legat unterstützte. Da die Rebellen zahlenmäßig zu stark waren, kam es zu keinem Angriff.
Während sich sein Bruder Reginald durch Flucht auf den Kontinent der Verfolgung durch den englischen König entzog, wurde Geoffrey Pole unter dem Vorwand der Verfolgung der sogenannten Exeter-Verschwörung am 29. August 1538 verhaftet und im Tower of London festgehalten. Er wurde des Hochverrates angeklagt und bekannte sich schließlich am 4. Dezember 1538 schuldig. Seine Aussagen in intensiven Verhören führten zur Verurteilung und Hinrichtung seines Bruders Henry, 1. Baron Montagu, im Januar 1539 und seiner Mutter im Mai 1541. Sein Bruder Reginald wurde in Abwesenheit geächtet. Geoffrey selbst versuchte während der Haft zweimal Selbstmord zu begehen und wurde am 4. Januar 1539 begnadigt.
1544 wurden einige der von der Krone eingezogenen Güter seiner Familie an Geoffrey zurückgegeben. 1548 floh er dennoch aus England nach Rom zu seinem inzwischen zum Kardinal aufgestiegenen Bruder Reginald. Der Kardinal brachte ihn zur Absolution zum Papst und versorgte ihn mit Pfründen in Flandern beim Fürstbischof von Lüttich. Dort lebte er hauptsächlich bis zum Ende der Regierungszeit von Eduard VI. Da seine Frau und seine Familie jedoch immer noch in Lordington waren, bemühte er sich ab 1550 um die Erlaubnis nach England zurückzukehren. Von einer allgemeinen Begnadigung durch das Englische Parlament 1552 wurde er aber ausdrücklich ausgenommen. Erst nach der Thronbesteigung der Katholikin Maria I. 1553 kehrte er nach England zurück.
Er starb Anfang November 1558, wenige Tage vor seinem Bruder, Kardinal Reginald, und wurde in der Kirche von Stoughton in West Sussex begraben.

## Ehe und Nachkommen
Aus der Ehe mit Constance Pakenham hatte er mindestens vier Söhne:
- Arthur Pole (1531–1570)
- Thomas Pole (1532/1540–1570), ⚭ Mary († 1576), Witwe des John Lewes
- Edmund Pole (1541–nach 1570)
- Geoffrey Pole (1546–vor 1591)